# Dicymolomia metalophota
Dicymolomia metalophota is een vlinder uit de familie van de grasmotten (Crambidae). De wetenschappelijke naam van de soort is voor het eerst gepubliceerd in 1897 door George Francis Hampson.
De soort komt voor in de Verenigde Staten, Cuba, Jamaica, Puerto Rico, Honduras, Panama en Venezuela.